# NGC 3157
NGC 3157 (również IC 2555 lub PGC 29691) – galaktyka spiralna z poprzeczką (SBc), znajdująca się w gwiazdozbiorze Pompy. Odkrył ją John Herschel 28 stycznia 1835 roku.